# Will Burgdorf

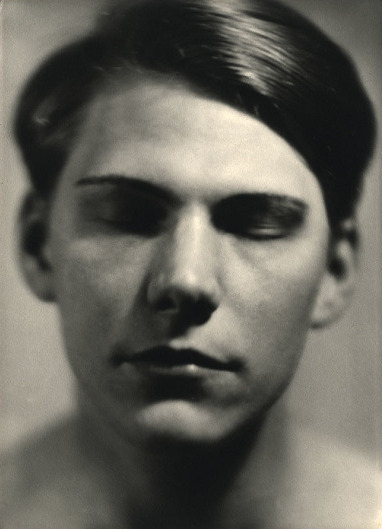
Selbstporträt des jungen Burgdorf

Wilhelm („Will“) Burgdorf (* 29. Mai 1905 in Hannover; † 1944 in Weißrussische Sozialistische Sowjetrepublik) war ein deutscher Fotograf, der sich auf Porträtfotografie spezialisiert hatte.

## Leben

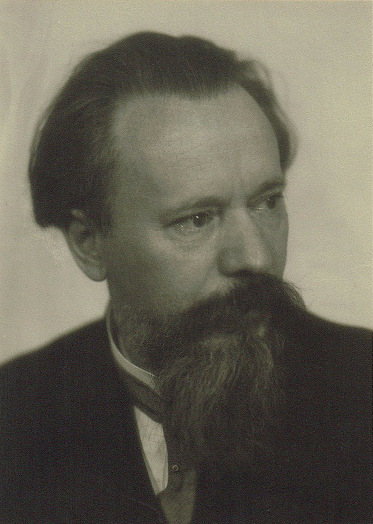
Theodor Lessing

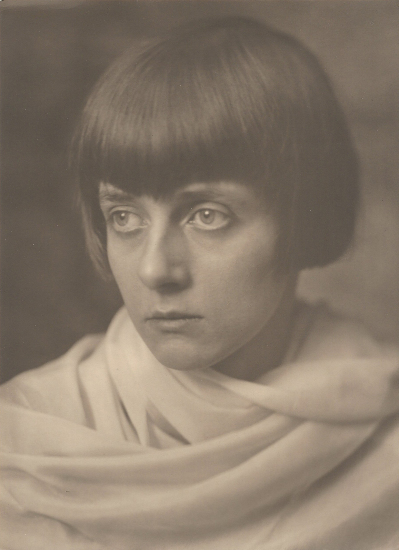
Maria Burgdorf, Ehefrau des Künstlers

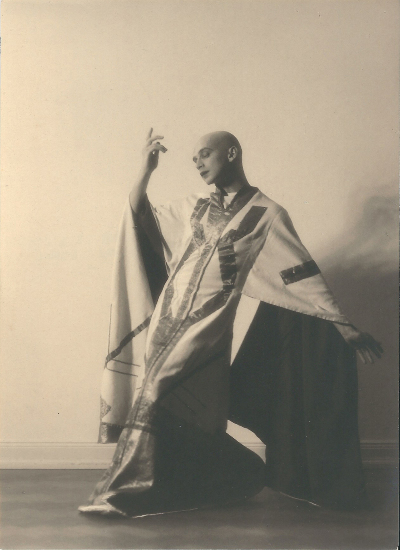
Der Tänzer und Choreograph Harald Kreutzberg

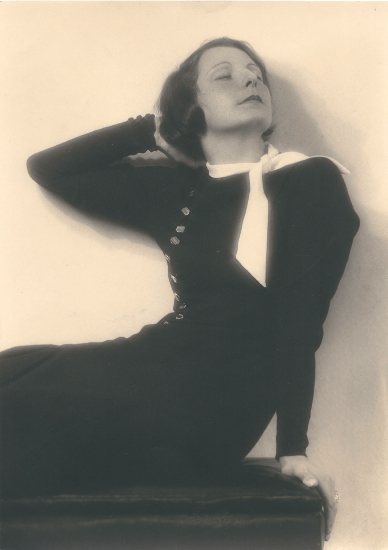
Die Schauspielerin Carola Wagner

Der noch zur Zeit des Deutschen Kaiserreichs im Jahr 1905 geborene Will Burgdorf ging bereits Anfang der 1920er Jahre nach Dresden, wo er im Atelier von Bruno Wiehr seine Ausbildung durchlief.
Zurück in seiner Heimatstadt, zählte Burgdorf – Ende der 1920er Jahre noch ein Jugendlicher – „zum engen Kreis der damaligen hannoverschen Künstlerszene von Tänzern, Literaten, Künstlern und Galeristen.“
Vor Burgdorfs Kamera, die er auch für fotografische Selbststudien und Porträts seiner Frau nutzte, inszenierten sich Mitglieder des Ensembles des Hannoverschen Schauspielhauses ebenso wie Harald Kreutzberg, Käte Steinitz, Grethe Jürgens, Friedrich Vordemberge-Gildewart , Fritz Beindorff, Max Rüdenberg oder Joachim Ringelnatz. Nicht zuletzt durch Aufnahmen von Avantgardekünstlern wie Yvonne Georgi hatte sich Will Burgdorf in den 1930er Jahren überregional einen Namen gemacht.
Burgdorf lichtete jedoch auch zahlreiche andere Bürger, insbesondere der Stadt Hannover, ab. In seinen zum Teil auch als Wohnung genutzten Ateliers in der List, anfangs in der Harnischstraße 6, dann am Lister Platz 3 sowie in der Podbielskistraße 12, entstanden ungezählte Fotografien von Privatpersonen, darunter auch Eltern, die sich selbst und ihre Kinder aufnehmen ließen.

## Nachlass
Um 2008 gelang ein Teil des Nachlasses von Will Burgdorf in Privatbesitz. Doch auch in öffentlichen Sammlungen finden sich heute Werke des hannoverschen Lichtbildners:
- Im Deutschen Tanzarchiv in Köln finden sich fast 800 Arbeiten Burgdorfs.[1]
- Das Theatermuseum Hannover nennt etliche Szenenfotos, Tanz- und Portraitaufnahmen aus Will Burgdorfs Wirken sein eigen.[1]

## Ausstellung und Suchaufruf
Mit einer Kabinettausstellung schuf das Theatermuseum Hannover erstmals im 21. Jahrhundert einen Zugang und ersten Einblick in das Wirken Will Burgdorfs. Parallel dazu richtete das Museum auf seiner Webseite einen Aufruf an Privatpersonen, alte Fotoalben zu sichten und mögliche Funde von Burgdorf-Aufnahmen dem Theatermuseum auch telefonisch zu melden.